# Jacques Triger
Pour les articles homonymes, voir Triger.

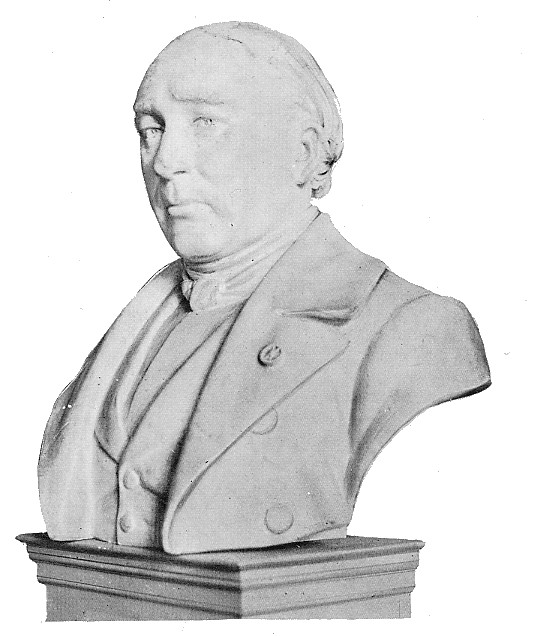
Buste de Jacques Triger. Disponible au Musée Vert du Mans (France).

Jacques Triger, parfois appelé Jules par confusion avec son frère, est un ingénieur géologue français du XIXe siècle. 
Il est né à Mamers (Sarthe) le 10 mars 1801 et mort à Paris le 16 décembre 1867, lors d'une réunion de la Société géologique de France.
- Directeur-adjoint des Houillères de Chalonnes-sur-Loire (Maine-et-Loire).

## Biographie[1]
Triger est né à Mamers, une commune de la Sarthe, le 10 mars 1801. Il fit ses études à La Flèche et ensuite à Paris où il rencontra Louis Cordier en 1825, éminent géologue français auprès duquel il apprit ses premières notions de géologie.
Très vite intéressé par les avancées techniques du secteur industriel, il se lança à 32 ans, en association avec des administrateurs de renom, dans le développement de nouvelles industries en Sarthe et Mayenne. Il ouvrit et lança à cette époque trois mines de charbon, une papeterie et une scierie.
En 1833 alors comblé par toutes ces affaires florissantes, il est quitté par la femme avec qui il devait se marier. Cette déception amoureuse le plonge encore plus dans le travail : ouverture d'une carrière de pierre meulière, d'une usine de transformation de la dolomie, construction de fontaines publiques à Mamers et étude détaillée de la nappe phréatique du Mans.
Vers 1834 il se plonge dans les études et les reconnaissances géologiques de sa région – Sarthe et Mayenne – études qui ne le lâcheront pas jusqu'à sa mort. Ces réflexions le conduisirent jusqu'en Anjou où il avait eu écho, après discussions avec Louis Cordier, de l'existence de mines de charbon en plein essor.
C'est en 1839 que Triger commença donc à se pencher sérieusement sur le lit de la Loire et sur le moyen d'atteindre la roche sous 20 m d'alluvions noyées. Après avoir lu de nombreux articles sur l'air comprimé, il eut l'idée de l'utiliser pour creuser sous l'eau. Sa réussite ne réside pas tant dans cette idée, que d'autres avaient eue à la même époque, que dans l'invention du sas de décompression et surtout son application à un site industriel. Avec le soutien financier et administratif d'Emmanuel de Las Cases, 5 puits furent percés par cette invention. Celle-ci fut par la suite adaptée et réutilisée maintes et maintes fois pour creuser des fondations, des piles de ponts et de nombreux tunnels.
En parallèle à ses activités industrielles, il ne laissa pas de côté ses recherches géologiques. Doté d'un fort goût pour les voyages, il établit morceaux par morceaux la première carte géologique de la Sarthe. Après plus de 20 ans de recherches, le document fut présenté en 1853 à la Société géologique de France. Le fond topographique, support des couches géologiques, fut dessiné par Triger lui-même. Pour élaborer ce document, il dut étudier l'ensemble des fossiles de son département, s'attaquer à certains mystères de l'époque comme la structure des terrains crétacés du Maine ou l'étude des terrains siluriens-dévoniens-carbonifères de l'ouest de la France.
Triger souhaitait que la désignation des couches géologiques soit empruntée à la paléontologie (nom des fossiles), il voyait dans ce nouveau système "l'avantage précieux de constituer une langue universelle que l'on comprendrait partout sans commentaires et qui mettrait facilement en rapport les géologues de toutes les contrées du globe".
Il fut également paléontologue, faisant partie de la première équipe à fouiller le site archéologique de Roc-en-Paille (Chalonnes-sur-Loire, Maine-et-Loire). Sa très grande collection de roches, fossiles et minéraux est visible au Muséum d'Histoire Naturelle d'Angers.
Un dernier gros chantier occupa Triger jusqu'à la fin de sa vie : la constitution de coupes géologiques régulières de tout l'ouest de la France. Cet immense travail fut effectué par une équipe de géologues pilotés par Triger : coupe de Paris à Brest, du Mans à Angers, de Paris à Rennes, de Vendôme à Brest…
Le 16 décembre 1867, Triger s'éteint d'une attaque cardiaque après une séance à la Société géologique de France où il siégeait depuis 35 ans.

## Détails du Procédé Triger

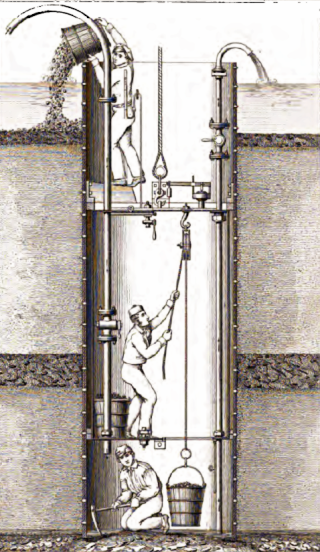
Procédé Triger.

Pour exploiter des bancs de charbon dans des mines humides situées dans des zones aquifères --- pour lesquelles le pompage des eaux d'exhaure était insuffisant --- il avait imaginé vers 1840 le « procédé Triger» qui consistait à envoyer de l’air comprimé dans la mine, pour maintenir l’eau au fond du puits. Les ouvriers y pénétraient par un sas, par lequel sortaient également les gravats. (Ceci était extrêmement dangereux à une époque où le comportement de l'organisme humain en milieu hyperbare était inconnu — de nombreuses personnes trouvèrent la mort ou furent gravement accidentées du fait d'accidents de décompression lors de la construction de pont de Brooklyn, à 35 m de profondeur).
Ce procédé fut amélioré par l'adaptation de l'injecteur Giffard afin de diminuer la pression nécessaire à l'évacuation de l'eau par émulsification.
Par la suite, le procédé fut utilisé pour les fondations des ponts et bâtiments. Ainsi Gustave Eiffel utilisa cette technique avec la passerelle Eiffel à Bordeaux en 1858, chantier dont il assume, à vingt-six ans, la direction. Gustave Eiffel utilise alors la technique de fondation à l'air comprimé lors de l'exécution des piles tubulaires. Or Gustave Eiffel est l'auteur d'une étude : Le fonçage par pression hydraulique des piles concernant cette nouvelle technique. Le succès de l'entreprise lui assure une première renommée. Il fut également utilisé par Gustave Eiffel en 1887 pour construire les fondations de deux des quatre piles de sa tour Eiffel, qui étaient situées dans un ancien bras de la Seine. 
De nos jours, le fonçage et le creusement au tunnelier à chambre hyperbare, ultime évolution du procédé Triger, permet de traverser des zones infranchissables avec les moyens traditionnels.

## Brevets
Le 19 février 1849, il dépose avec son frère Jules un brevet d'invention pour une amélioration des fours à chaux.

## Hommages
- Son nom est inscrit sur la tour Eiffel.
- Officier de la Légion d'honneur en 1844.
- Grand prix de mécanique de l'Institut de France, en 1852.
- L'avenue Jacques-Triger, à Chalonnes-sur-Loire (Maine-et-Loire), qui dessert le collège de l'Armangé.